# Leptonycteris
Leptonycteris és un gènere de ratpenats de la família dels fil·lostòmids, que viuen a la frontera sud dels Estats Units, Centreamèrica i l'extrem nord de Sud-amèrica.

## Taxonomia
- Ratpenat nassut de Curaçao (Leptonycteris curasoae)
- Ratpenat nassut gros (Leptonycteris nivalis)
- Ratpenat nassut petit (Leptonycteris yerbabuenae)